# 相沢れおな
相沢 れおな（あいざわ れおな、1993年4月25日 - ）は、日本の元AV女優。
趣味:パワースポット巡り、映画鑑賞。特技:作詞作曲、オーボエ、ピアノ。

## 略歴・人物
2013年にデビューしたロリ系のAV女優。所属事務所はマインズ。
2014年5月21日の公式ブログで、3月で引退していたことを発表。

## 出演作品

### アダルトDVD
2013年
- ブラがハッキリ透けるほど、汗で貼りついたシャツ越しの身体を見ていた僕は…（7月11日、DOC）他出演:篠田ゆう、桜ちずる
- 酔い潰れた素人娘をお持ち帰り 8（8月10日、ブリット）他出演:相武もも、星月莉央、桐山凛果、北原ゆりあ ほか
- 指ずぽっ つゆだくオナニー（8月20日、オナニー倶楽部）他出演:富永伊織、矢口理央、滝川マリア、愛沢えみり
- 何度犯されてもへこたれないサディスティックヴィレッジの女AD（8月22日、サディスティックヴィレッジ）他出演:篠田ゆう、野口まりや
- 肛門バックリ アナルダンス（8月27日、DANCE倶楽部）他出演:松井奈々、吉川いと、滝川マリア、愛沢えみり、高沢沙耶
- 復活!!元祖マジックミラー号がイクっ!! 街行く可愛いシロウトお嬢さ〜ん!! 女性の大敵!痴漢の撃退方法を教えます! が一転! まさかの痴漢被害者に!? シロウト女性をあの手この手で触りまくり!感度を上げてイカせまくる!!（9月5日、SODクリエイト）他出演:須藤ななみ、乙葉ななせ、柳あいな、日野杏奈 ほか
- 生人形地獄逝き VOL.11（9月13日、BLACKBABY）
- 貧乳・パイパン美少女 中出し輪姦凌辱倶楽部（9月13日、FIRST STAR）※「愛沢ひな」名義
- もうすぐ卒業だから… 学籍番号020（9月27日、ONE DA FULL）
- 敏感な勃起乳首を舐めるレズ 2（10月1日、ゑびすさん）他出演:茅ヶ崎ありす、荒木まい、秋菜はるか、聖菜アリサ、夏川美久、高沢沙耶、宮崎由麻、沙藤ユリ、安田美保、桜いちか、みなみ瀬奈、小嶋優香
- 「ねぇ?あたしと一緒にチャットでいっぱ〜いHなことしよ♥」 制服美少女!ピチャピチャ潮吹きLIVEチャットオナニー 4時間DX vol.03（10月4日、VALEX）他出演:桜井あゆ、長谷川夏樹、小西まりえ、乙葉ななせ、君原歩
- 愛玩少女は孕まない Vol.03（10月4日、MAD MURDER）
- 温泉街で見つけた素人娘に混浴風呂で1番のデカチンを探してきてもらいました（10月10日、ナチュラルハイ）他出演:ヒカル、サツキ、ナナ、ユリ、ヒロコ ※「メイ」名義
- 新人ママドル寝起きどっきりレイプ（10月24日、アイエナジー）他出演:春原未来、阿部乃みく、永井ゆりな、陽咲花音
- 普段は真面目で大人しいクラスの可愛い女子が、誰もいない校舎で1人角オナニーに耽っているのを偶然見てしまった僕は…（11月1日、DOC）他出演:臼井あいみ、国見あやせ、武藤つぐみ
- バレたら退学必至!現役女子大生のキケンすぎるバイト 5 in東京（11月8日、S級素人）他出演:水樹りさ、大森玲菜、小泉ミツカ、阿部乃みく
- ギャルハイレグ食い込み キャットファイト選手権!!（11月9日、GARCON）共演:新城えりな、澄川ロア、芹野莉奈、藤北彩香、杏紅茶々、滝澤まい、きたがわまりな
- 絶対征服痴漢 狙うは150cm以下のリトル制服少女（11月9日、東京ティンティン+）他出演:川島さや、市川まひろ、笹宮あずさ
- 「脱ぎたての汚れたパンツ」買い取りますのであなたの恥ずかしいトコロをじっくり見せてください!（11月12日、最強）他出演:野口まりや、鳴海すず、久保田愛梨、篠田ゆう、西川りおん、愛花沙也、水波明花、桜ちずる、原千草 ほか
- 貧乳コンプレックスを抱えている女子は、浮きブラ乳首に即ボッキしただけで「こんな胸でもいいの?」とウルんだ眼で求めてくる! VOL.2（11月21日、アイエナジー）他出演:琥珀うた、乙葉ななせ、陽向なの、坂下えみり
- 毎朝通勤途中に見かける女子校生のパンチラが見えてドキッとしてたら、彼女も僕の勃起チ○ポにドキドキ。（11月21日、SWITCH）共演:乙葉ななせ、生駒はるな、羽生ちえり
- 青空ツインテール ハンドルフェラ（11月25日、アロマ企画）他出演:松井加奈、彩城ゆりな、中野翔子、芹野莉奈
- 小生意気で「ひやけあと」がまぶしい娘の部活仲間（JK）がお泊まり会! ビキニからはみ出した僕のチ○ポを偶然見てしまったJKは大人の男に興味津々（12月1日、MUTTURI）出演:吉川いと、乙葉ななせ、阿部乃みく、片瀬まい ※エキストラ出演
- 全裸角オナニー 2（12月13日、アロマ企画）他出演:芹野莉奈、河原美咲、彩城ゆりな、中野翔子、荒木まい、笹宮あずさ
- 女子校生12人オマ○コ指入れぴちゃぴちゃ自画撮りオナニー vol.15（12月15日、プリモ）他出演:安達柚奈、松井加奈、百田まゆか、柚木夏波、牧瀬柚花、上戸そら、鳴海すず、飯田せいこ ほか

2014年
- レンジャーピンク（変身前） ドミネーション編/クリトリス責め編/凌辱編/くすぐり拷問編（3月14日、GIGA）
- 家族に気付かれずに部屋で女子校生を飼育する（3月16日、思春期.com）
- 恐るべき集中力!本屋でパンツが立濡れするほど夢中で性知識を勉強しているウブで真面目な生徒会長/風紀委員長/図書委員長のグチョ濡れオマ○コに見知らぬ男たち10人がそっとチ○ポを突っ込み連続生中出ししても妊娠するまで気づかない!! 3シチュエーション 中出し 合計30発!!（3月20日、ディープス）他出演:咲田ありな、百田まゆか
- SUPER JUICY はまKURI 栗 〜美少女戦士拷問哀歌〜 第十一幕 純心の見聞録（4月13日、BLACKBABY）
- キミだけに語りかけ! ロリっ娘20人! オマ●コぴちゃぴちゃ指入れ自画撮りオナニー4時間DX vol.09（5月16日、ロリオナ）他出演:中谷美結、小林るな、小西まりえ、風花ゆめ、青井いちご、琴音さら、鳴海すず、高秀朱里、月野詩、辻井ゆう、さくらあきな、桜ちずる、愛須心亜、あゆみ翼、松岡セイラ、乙葉ななせ、夢咲りぼん、君原歩、比留間千沙